# Conflictlijn
De conflictlijn van twee disjuncte verzamelingen van punten in het platte vlak, is de vlakke kromme die uit de punten bestaande, die tot beide verzamelingen dezelfde afstand hebben.

## Evenwijdige lijnen
De conflictlijn van twee evenwijdige lijnen is hun middenparallel. Deze middenparallel is ook een lijn en ligt evenwijdig en midden tussen de twee eerste lijnen in.

## Punt en lijn
De conflictlijn van een punt en een lijn die niet door dat punt gaat, is een parabool. Dit is juist de definitie van een parabool.

## Cirkel en lijn
De conflictlijn van een cirkel en een lijn in hetzelfde vlak die de cirkel niet snijdt, is een parabool. Dit is in te zien doordat de bedoelde conflictlijn ook de conflictlijn is van het middelpunt van de cirkel en een lijn evenwijdig aan de gegeven lijn maar een afstand gelijk aan de straal van de cirkel verder van de cirkel verwijderd.

## Punt en cirkel
De conflictlijn van een cirkel en een punt in de cirkel is een ellips met het middelpunt van de cirkel en het gekozen punt als brandpunten.
Bepaal het punt {\displaystyle P} op de straal {\displaystyle MC} dat even ver van {\displaystyle F} afligt als van het punt {\displaystyle C} op de cirkel. Noem {\displaystyle r} de lengte van de straal van de cirkel. {\displaystyle C} kan overal op de cirkel worden gekozen, altijd is {\displaystyle PC=PF}, dus ook {\displaystyle MP+PF=r}.
Dat betekent dat voor alle mogelijke punten {\displaystyle C}, die op de cirkel worden gekozen, de punten {\displaystyle P} op de straal naar {\displaystyle C} die even ver van {\displaystyle F} afliggen als van {\displaystyle C} zelf, allemaal op dezelfde ellips liggen. {\displaystyle M} en {\displaystyle F} zijn de twee brandpunten van die ellips.

## Websites
- GeoGebra. Conflictlijn punt-cirkel.
- GeoGebra. Conflictlijn punt cirkel. door I De Winne
- H Hofstede. De ellips.
- D Klingens. Over conflictlijnen.
- YouTube. Iso-afstandslijnen en conflictlijnen als meetkundige plaats. door Stichting Wiskunde D Online